# Luc Castaignos
Luc Castaignos (Schiedam, 27 september 1992) is een Nederlands voormalig voetballer van Frans-Kaapverdische afkomst die bij voorkeur als spits speelde.

## Clubcarrière

### Jeugdvoetbal
Castaignos is een zoon van een Kaapverdische moeder en een Franse vader. Hij werd bij toeval lid van Excelsior '20; hij woonde op steenworp afstand van Sportpark Thurlede en werd daar getraind door onder anderen Paul Benschop. Daar voetbalde hij totdat hij de overstap maakte naar Spartaan '20. Als C-junior van Excelsior '20 kwam Castaignos na een open dag bij Spartaan '20 terecht en werd daar getraind door Patrick de Werk. Zijn verblijf bij de club duurde één jaar. Spartaan werkte in die tijd nauw samen met Feyenoord en zo werd Castaignos overgeheveld naar de Rotterdamse club.

### Feyenoord

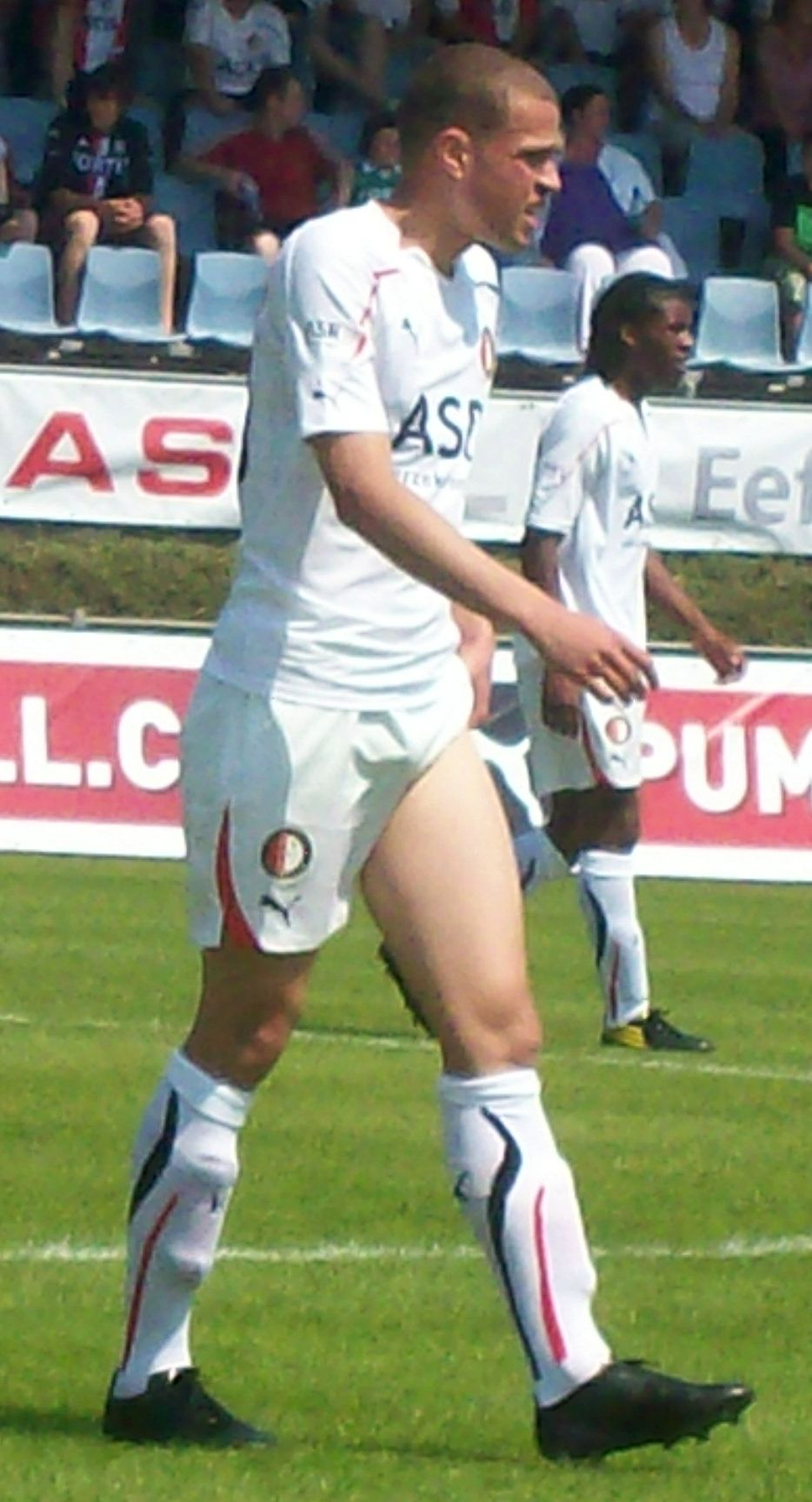
Castaignos bij Feyenoord.

Na zijn jeugdjaren bij Excelsior '20 en Spartaan '20 maakte Castaignos in zijn tweede jaar (2008/09) in de jeugdopleiding van Feyenoord zijn opwachting als A- en B-junior en pakte hij onder andere de KNVB beker en de landstitel voor junioren. Castaignos maakte deel uit van diverse Nederlandse nationale jeugdselecties. In het voorjaar van 2009 deed hij mee aan het Europees kampioenschap -17.
Castaignos maakte op 24 september 2009 zijn debuut in de hoofdmacht van Feyenoord, uit tegen Harkemase Boys in het toernooi om de KNVB beker. Zijn eredivisiedebuut maakte hij op 28 februari 2010, tegen FC Groningen (2–3 winst). Hij mocht de laatste tien minuten van de wedstrijd spelen. Op 24 maart stond Castaignos voor het eerst in de basis, tijdens de halve finale van de KNVB beker tegen FC Twente. Feyenoord won deze wedstrijd met 2–1.
Op 29 augustus maakte Castaignos zijn eerste doelpunt in de competitie, tegen Vitesse. Hij won met zijn club deze wedstrijd met 4–0. In 2010 stond de naam van Castaignos in de mondiale top honderd van grote talenten volgens het Spaanse tijdschrift Don Balón.
Tijdens het seizoen 2010/11 – ondanks sportieve problemen bij de club – waren er diverse clubs die interesse toonden in de jonge spits, waaronder Arsenal en Tottenham Hotspur, De toenmalig Italiaans landskampioen Internazionale was het meest concreet. Aanvankelijk werd een constructie besproken die ervoor zou zorgen dat Castaignos nog minstens één seizoen op huurbasis bij Feyenoord zou blijven, maar in maart 2011 verbond Castaignos zich voor vier seizoenen aan de Italiaanse club, waar hij voor een transfersom van drie miljoen euro definitief vanaf de zomer van 2011 aan zou sluiten bij de selectie.

### Internazionale
Castaignos startte direct in het seizoen 2011/12 in de clubkleuren van Internazionale. Als basisspeler in wedstrijden tegen Juventus en AC Milan kende Castaignos in het pre-seizoen zijn eerste succes met de Nerazzurri, door beslag te leggen op de Trofeo TIM. Zijn eerste officiële wedstrijd voor Internazionale speelde Castaignos tijdens het duel om de Supercoppa 2011. Hij kwam in de 82e minuut binnen de lijnen als invaller voor Joel Obi. Inter verloor de wedstrijd met 2–1 van AC Milan. Castaignos slaagde er in zijn eerste seizoen niet in om een basisplaats te veroveren bij Inter. Een aanbod om op huurbasis naar AC Cesena te verhuizen, weigerde hij. Hij werd ook in verband gebracht met Everton, Novara, AC Siena en Parma. Ook Feyenoord probeerde de spits op huurbasis te laten terugkomen naar Rotterdam, maar Internazionale schoof dit plan van tafel. De club wilde Castaignos alleen verhuren aan een club binnen de Serie A.
In juli 2012 bereikten FC Twente en Internazionale een akkoord  over een transfersom van ongeveer zes miljoen euro voor een definitieve transfer van de toen negentienjarige jeugdinternational.

### FC Twente
Vanaf het seizoen 2012/13 speelde Castaignos voor FC Twente, waar hij tekende voor vier seizoenen. Hier kreeg hij de taak Luuk de Jong op te volgen, die eerder werd getransfereerd naar Borussia Mönchengladbach. Castaignos speelde drie seizoenen voor De Tukkers. Door aanhoudende financiële problemen bij FC Twente moest Castaignos in de zomer van 2015 vertrekken. Hij vertrok voor 2,5 miljoen euro naar Eintracht Frankfurt.

### Eintracht Frankfurt
Castaignos tekende in juni 2015 een contract tot medio 2019 bij Eintracht Frankfurt. Dat betaalde € 2.500.000,- voor hem aan FC Twente, met tot € 1.500.000,- aan bonussen in het vooruitzicht.

### Sporting Portugal en verhuur aan Vitesse
Castaignos tekende op 28 augustus 2016 bij Sporting Portugal. In november 2016 maakte hij zijn debuut voor Sporting in een Champions League wedstrijd tegen Borussia Dortmund. In zijn eerste seizoen kwam hij slechts tot enkele invalbeurten. In de zomertransferperiode van het seizoen 2017-2018 kwamen Sporting Portugal en Vitesse tot een huurovereenkomst voor een jaar. Zijn debuut maakte hij op 12 augustus, tegen NAC Breda (4–1 winst). Hij mocht de laatste tien minuten van de wedstrijd spelen. Op 9 september maakte Castaignos zijn eerste officiële doelpunt voor Vitesse in de competitie, tegen SBV Excelsior (0-3). Ook maakte Castaignos het enige doelpunt in de Europa League wedstrijd tegen OGC Nice. Hierdoor pakte Vitesse de enige Europese overwinning van dat seizoen. In de competitie kon hij zelden indruk maken en was vooral wisselspeler. In totaal scoorde hij in 28 competitiewedstrijden slechts tweemaal. Op 20 mei 2018 viel hij voor het laatst in bij Vitesse. De ploeg speelde in de play-offs finale tegen FC Utrecht en plaatste zich voor de tweede kwalificatieronde van de Europa League. In de zomer van 2018 keerde Castaignos terug naar Sporting Lissabon. Daar liet hij op 19 februari 2019 in samenspraak met de club zijn contract bij gebrek aan perspectief ontbinden. Hierdoor kon hij ook na de transferdeadline bij een andere club tekenen.

### Gyeongnam FC
In februari 2019 tekende Castaignos een driejarig contract bij Gyeongnam FC. In september 2020 werd zijn contract bij Gyeongnam FC na anderhalf jaar ontbonden.

### OFI Kreta
In januari 2021 vertrok Castaignos voor twee seizoenen naar OFI Kreta.

## Clubstatistieken
| Seizoen     | Club                | Competitie    | Competitie | Competitie | Competitie | Beker | Beker | Beker | Internationaal | Internationaal | Internationaal | Totaal | Totaal | Totaal |
| Seizoen     | Club                | Competitie    | Wed.       | Dlp.       | Ass.       | Wed.  | Dlp.  | Ass.  | Wed.           | Dlp.           | Ass.           | Wed.   | Dlp.   | Ass.   |
| ----------- | ------------------- | ------------- | ---------- | ---------- | ---------- | ----- | ----- | ----- | -------------- | -------------- | -------------- | ------ | ------ | ------ |
| 2009/10     | Feyenoord           | Eredivisie    | 3          | 0          | 0          | 2     | 0     | 0     | —              | —              | —              | 5      | 0      | 0      |
| 2010/11     | Feyenoord           | Eredivisie    | 34         | 15         | 2          | 1     | 0     | 0     | 2              | 0              | 0              | 37     | 15     | 2      |
| Club Totaal | Club Totaal         | Club Totaal   | 37         | 15         | 2          | 3     | 0     | 0     | 2              | 0              | 0              | 42     | 15     | 2      |
| 2011/12     | Internazionale      | Serie A       | 6          | 1          | 0          | 2     | 0     | 0     | —              | —              | —              | 8      | 1      | 0      |
| Club Totaal | Club Totaal         | Club Totaal   | 6          | 1          | 0          | 2     | 0     | 0     | 0              | 0              | 0              | 8      | 1      | 0      |
| 2012/13     | FC Twente           | Eredivisie    | 38         | 13         | 4          | 2     | 1     | 1     | 8              | 0              | 1              | 48     | 14     | 6      |
| 2013/14     | FC Twente           | Eredivisie    | 31         | 14         | 5          | 0     | 0     | 0     | —              | —              | —              | 31     | 14     | 5      |
| 2014/15     | FC Twente           | Eredivisie    | 29         | 10         | 0          | 4     | 3     | 0     | 2              | 1              | 0              | 35     | 14     | 0      |
| Club Totaal | Club Totaal         | Club Totaal   | 98         | 37         | 9          | 6     | 4     | 1     | 10             | 1              | 1              | 114    | 42     | 11     |
| 2015/16     | Eintracht Frankfurt | Bundesliga    | 20         | 4          | 3          | 1     | 1     | 0     | —              | —              | —              | 21     | 5      | 3      |
| 2016/17     | Eintracht Frankfurt | Bundesliga    | 0          | 0          | 0          | 1     | 0     | 0     | —              | —              | —              | 1      | 0      | 0      |
| Club Totaal | Club Totaal         | Club Totaal   | 20         | 4          | 3          | 2     | 1     | 0     | 0              | 0              | 0              | 22     | 5      | 3      |
| 2016/17     | Sporting CP         | Primeira Liga | 6          | 0          | 0          | 6     | 0     | 0     | 1              | 0              | 0              | 13     | 0      | 0      |
| Club Totaal | Club Totaal         | Club Totaal   | 6          | 0          | 0          | 6     | 0     | 0     | 1              | 0              | 0              | 13     | 0      | 0      |
| 2017/18     | → Vitesse           | Eredivisie    | 30         | 2          | 1          | 1     | 0     | 0     | 5              | 1              | 0              | 36     | 3      | 1      |
| Club Totaal | Club Totaal         | Club Totaal   | 30         | 2          | 1          | 1     | 0     | 0     | 5              | 1              | 0              | 36     | 3      | 1      |
| 2018/19     | Sporting CP         | Primeira Liga | 3          | 0          | 0          | 1     | 0     | 0     | —              | —              | —              | 4      | 0      | 0      |
| Club Totaal | Club Totaal         | Club Totaal   | 9          | 0          | 0          | 7     | 0     | 0     | 1              | 0              | 0              | 17     | 0      | 0      |
| 2019        | Gyeongnam FC        | K League 1    | 22         | 3          | 3          | 1     | 0     | 0     | 3              | 1              | 1              | 26     | 4      | 4      |
| 2020        | Gyeongnam FC        | K League 2    | 8          | 2          | 0          | 0     | 0     | 0     | —              | —              | —              | 8      | 2      | 0      |
| Club Totaal | Club Totaal         | Club Totaal   | 30         | 5          | 3          | 1     | 0     | 0     | 3              | 1              | 1              | 34     | 6      | 4      |
| 2020/21     | OFI Kreta           | Super League  | 8          | 1          | 0          | 1     | 0     | 0     | —              | —              | —              | 9      | 1      | 0      |
| 2021/22     | OFI Kreta           | Super League  | 12         | 0          | 0          | 3     | 2     | 0     | —              | —              | —              | 15     | 2      | 0      |
| Club Totaal | Club Totaal         | Club Totaal   | 20         | 1          | 0          | 4     | 2     | 0     | 0              | 0              | 0              | 24     | 3      | 0      |
| 2022/23     | 1.FC Magdeburg      | 2.Bundesliga  | 7          | 1          | 0          | 0     | 0     | 0     | —              | —              | —              | 7      | 1      | 0      |
| 2023/24     | 1.FC Magdeburg      | 2.Bundesliga  | 7          | 3          | 0          | 0     | 0     | 0     | —              | —              | —              | 7      | 3      | 0      |
| Club Totaal | Club Totaal         | Club Totaal   | 14         | 4          | 0          | 0     | 0     | 0     | 0              | 0              | 0              | 14     | 4      | 0      |
| Totaal      | Totaal              | Totaal        | 264        | 69         | 18         | 26    | 7     | 1     | 21             | 3              | 2              | 311    | 79     | 21     |

Bijgewerkt t/m 12 juli 2022

## Interlandcarrière
Nederland –17
Castaignos werd in februari 2009 toegevoegd aan Nederland onder de 17 jaar en was daarmee actief op het jeugdtoernooi in Duitsland. Onder toeziend oog van honderden scouts werd Luc Castaignos topschutter van het toernooi en strandde hij met zijn landgenoten in de finale; daarin was gastland Duitsland te sterk. Door zijn vele treffers werd Castaignos de meest scorende spits in het Nederlands elftal onder 17 aller tijden. Dit record werd echter in 2018 verbroken door Daishawn Redan.
Nederland
Op 5 mei 2014 werd Castaignos door toenmalig bondscoach Louis van Gaal opgeroepen voor een trainingsstage in Hoenderloo, ter voorbereiding op het wereldkampioenschap 2014. Hij werd daarna door Van Gaal niet opgenomen in de 30-koppige voorselectie.

## Erelijst
Sporting CP
- Taça de Portugal: 2018/19